# Susanne Hennig-Wellsow
Susanne Hennig-Wellsow (Demmin, 13 de octubre de 1977) es una política alemana que ha sido copresidenta federal de Die Linke desde 2021 hasta 2022. Antes, se desempeñó como miembro del Parlamento Regional Turingio desde 2004, líder estatal en Turingia del partido desde noviembre de 2013, y líder del grupo parlamentario estatal desde diciembre de 2014.

## Biografía
Hennig-Wellsow nació bajo el nombre de Susanne Hennig en Demmin en 1977, entonces una ciudad de la República Democrática Alemana. Se graduó de la escuela secundaria deportiva de Erfurt en 1996. De 1984 a 1999 fue una atleta competitiva en patinaje de velocidad sobre hielo. En 1996, Hennig comenzó a estudiar ciencias de la educación en la Universidad de Erfurt, que completó en 2001 como maestra graduada. Hennig-Wellsow está casada, tiene un hijo y vive en Erfurt.
En 2001, Hennig comenzó a trabajar para el grupo parlamentario del Partido del Socialismo Democrático (PDS) como asistente de investigación para la educación y los medios de comunicación. En las elecciones estatales de 2004, fue elegida miembro del Parlamento Regional Turingio en la lista del PDS. Hennig se convirtió en miembro de Die Linke después de que el PDS se integrara en el nuevo partido en 2007. En este momento, ella cofundó la facción interna de Izquierda Anticapitalista, pero luego la abandonó.
En las  elecciones estatales de 2009, Hennig fue reelegida como miembro del Parlamento Regional, esta vez como miembro del distrito electoral de Erfurt II, derrotando al diputado incumbente de la CDU, Michael Panse. En noviembre de 2011, Hennig se convirtió en líder adjunto de la rama en Turingia de Die Linke.
En el congreso de Die Linke celebrado en Suhl del 16 al 17 de noviembre de 2013, Hennig fue elegida líder estatal del partido. Ganó 76 de 134 votos de delegados (56,7%) contra otros dos candidatos. Fue reelegida para el Parlamento Regional como representante de Erfurt II en las elecciones estatales de 2014, obteniendo el 31,0% de los votos.
Después de que Bodo Ramelow fuera elegido ministro-presidente en diciembre de 2014, Hennig-Wellsow lo sucedió como líder del grupo parlamentario de Die Linke. En una conferencia del partido en Gotha en noviembre de 2015, fue reelegida como líder estatal del partido con el 75,4% de los votos. Esto generó controversia, ya que es inusual dentro de Die Linke que el liderazgo tanto del partido como del grupo parlamentario esté en manos de la misma persona. Se propuso una enmienda para prevenir esta práctica, pero se rechazó, y Hennig-Wellsow mantuvo ambas posiciones. Fue reelegida una vez más en 2017 con el 85% de los votos. Hennig-Wellsow fue reelegida para el Parlamento Regional en las elecciones estatales de 2019 con una mayoría aumentada del 32,7%. Dos semanas después, en noviembre, fue reelegida como líder estatal del partido.
En septiembre de 2020, Hennig-Wellsow anunció su candidatura a la copresidencia federal de Die Linke. También acogió con satisfacción la candidatura de Janine Wissler y expresó su esperanza de que se eligiera una copresidencia compuesta exclusivamente por mujeres. Dijo que saldría de la política estatal y buscaría ser elegida para el Bundestag si era confirmada como presidenta del partido. Hennig-Wellsow fue elegida copresidenta federal en una conferencia del partido el 27 de febrero de 2021, obteniendo el 70,5% de los votos emitidos.
Susanne Hennig-Wellsow renunció con efecto inmediato como presidenta federal de Die Linke el 20 de abril de 2022, citando tanto motivos personales como los recientes escándalos de sexismo en el partido.